# Mexidrilus christeri
Mexidrilus christeri är en ringmaskart som först beskrevs av Davis 1985.  Mexidrilus christeri ingår i släktet Mexidrilus och familjen glattmaskar. Inga underarter finns listade i Catalogue of Life.